# Synnotum circinatum
Synnotum circinatum är en mossdjursart som beskrevs av Winston 2004. Synnotum circinatum ingår i släktet Synnotum och familjen Epistomiidae. Inga underarter finns listade i Catalogue of Life.